# Sangaris zikani
Sangaris zikani là một loài bọ cánh cứng trong họ Cerambycidae.